# ألمندراليخو
بلدية ألمندراليخو (بالإسبانية: Almendralejo)‏, هي إحدى بلديات مقاطعة بطليوس، التي تقع في منطقة إكستريمادورا، والتي تقع في غرب إسبانيا.
يبلغ عدد سكانها 31.072 نسمة وفقاً لإحصائية سنة (2007). بينما تبلغ مساحتها 164.5 كم{\displaystyle 2}. وبذلك تكون الكثافة السكانية 188.89 نسمة/كم2. تقع المدينة على ارتفاع 337 م عن سطح البحر.
تقع 27 ميلا إلى الجنوب الشرقي من بطليوس، على الطريق الرئيسي بين خط السكك الحديدية الفاصل بين ميريدا وإشبيلية.
ألمندرالخو هي مدينة مزدهرة، وذلك نتيجة تواجد رمزة واسعة من الشوارع والمنازل الحديثة الجيدة؛ بما في ذلك قصر مونسالود الذي قصده نبلاء من أوروبا واليابان. و تحتوي المدينة على متحف للآثار الرومانية المكتشفة في الجوار. وكان الازدهار المحلي إلى حدٍّ كبير خلال الفترة 1875-1905 من خلال تحسين المواصلات البرية، مما مكن من تصدير الحبوب والفاكهة والنبيذ من غأديانا الوادي، وفي الشمال، من الأراضي المرتفعة والمعروفة باسم تييرا دي باروس، إلى ميريدا - إشبيلة في الجنوب بسهولة حيث السكك الحديدية ما مكّن من إنتاج الخمر بكميات كبيرة.

## معرض صور

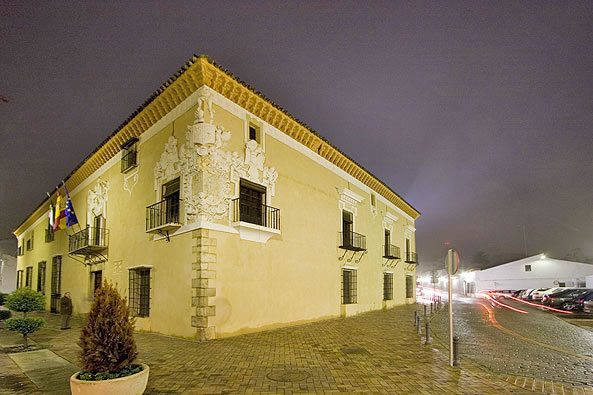
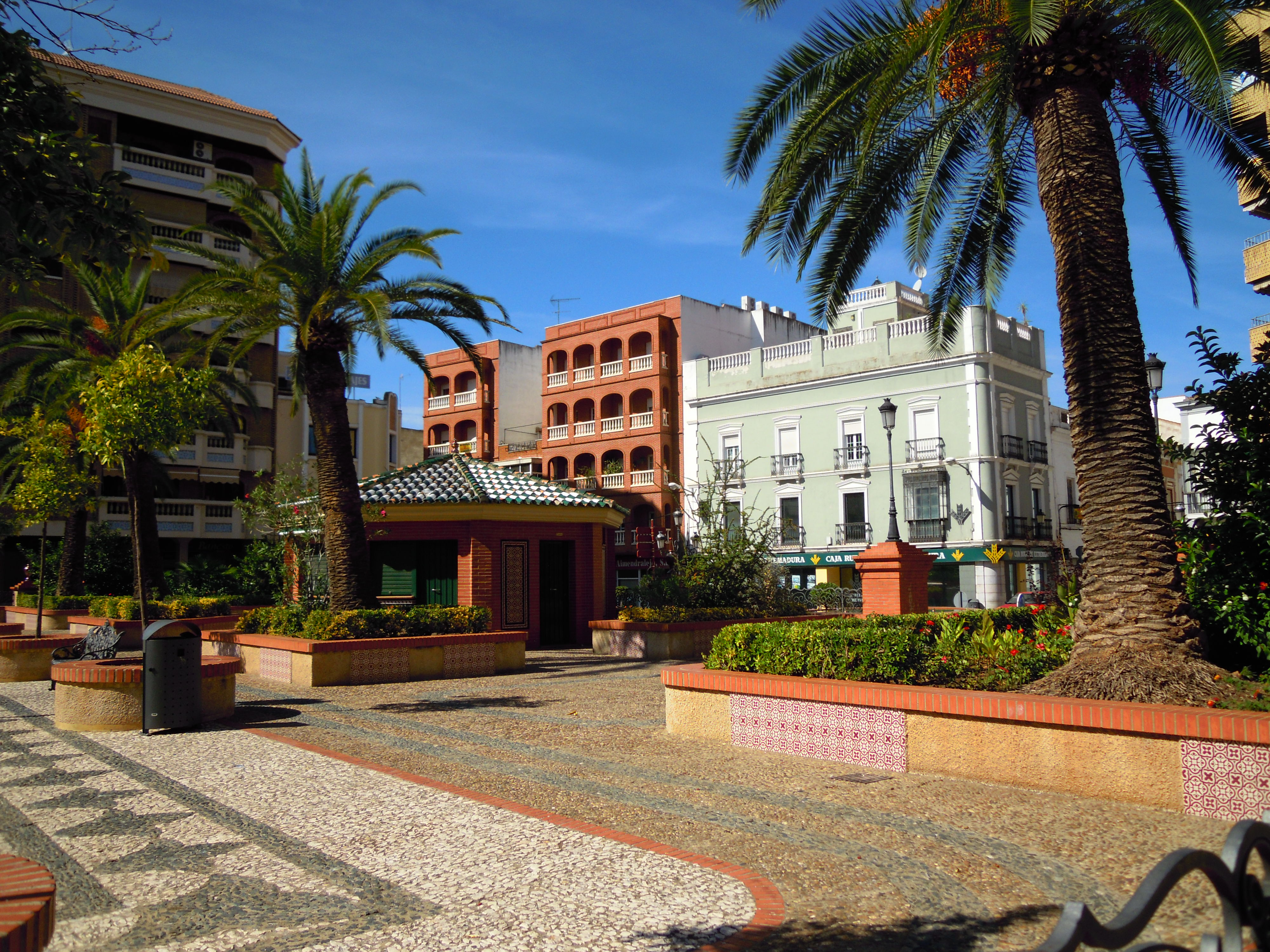

## أعلام
- بابلو فيلالوبوس
- خوسيه دي إسبرونثيدا
- كارولينا كورونادو
- رافائيل غورديلو
- أنطونيو ألفاريز

## وصلات خارجية
- الموقع الرسمي (بالإسبانية)